# دومينيك باست
دومينيك باست (بالفرنسية: Dominique Basset)‏ هو مجدف فرنسي، ولد في 21 أغسطس 1957.

## وصلات خارجية
- دومينيك باست على موقع الاتحاد الدولي للتجديف (الإنجليزية)
- دومينيك باست على موقع اللجنة الأولمبية الدولية (الإنجليزية)
- دومينيك باست على موقع أوليمبيديا (الإنجليزية)